# Czorsztyn
Czorsztyn – wieś w Polsce położona w województwie małopolskim, w powiecie nowotarskim, w gminie Czorsztyn.

## Położenie
Wieś położona jest na wschodnim skraju Kotliny Orawsko-Nowotarskiej, na pograniczu Pienin i Gorców nad Zbiornikiem Czorsztyńskim. Obecny Czorsztyn był do momentu powstania zbiornika retencyjnego znany jako Czorsztyn Nadzamcze. Sama wieś Czorsztyn mieściła się u podnóża Zamku Czorsztyńskiego. Część Czorsztyna mieszcząca m.in. siedzibę władz gminy Czorsztyn, znajdowała się w bezpośrednim sąsiedztwie skrzyżowania znajdującego się ok. 1,5 km od wsi Czorsztyn, w kierunku Nowego Targu.
Miejscowość turystyczna i wypoczynkowa z rozwiniętą infrastrukturą turystyczną: baza noclegowa, przystań statków spacerowych, znakowany szlak turystyczny.

## Historia
Wieś Czorsztyn (dawny niem. Zornsteyn (1395), Schorstein (1777) kamień gniewu), lokowana była na początku XIII wieku podobnie jak pobliski Grywałd, Dursztyn, Frydman, Falsztyn, Rychwałd i inne przez osadników niemieckich sprowadzanych przez króla węgierskiego Andrzeja II.
W roku 1246 właścicielem zamku w Czorsztynie był Piotr Wydżga, szlachcic ziemi krakowskiej herbu Janina, następnie krzyżowiec, był on również właścicielem zamku Rytra, Łącka oraz zamku Lemiasz.
W okresie panowania króla Kazimierza III Wielkiego zamek ten został obwarowany murami.
Od XV wieku starostwo. Zamek spalony w 1433 r. przez husytów, następnie odbudowany. W 1651 r. ośrodek powstania chłopskiego Kostki Napierskiego, w latach 1768–1782 punkt oporu konfederatów barskich. Powolna degradacja zamku od pożaru w 1792 r.
Po zaborach Czorsztyn należał do Cesarstwa Austrii . W 1819 r. wieś zakupił od skarbu Austrii Jan Maksymilian Drohojowski, którego rodzina zbudowała domy dla letników w XIX wieku . Stanisław Drohojowski na początku XX wieku zainicjował stworzenie letniska w części znajdującej się dziś nad wodą, w Nadzamczu . W okresie budowy zbiornika część zabytkowej zabudowy przeniesiono do Osady Czorsztyn, skansenu na półwyspie Stylchyn .
W okresie międzywojennym w miejscowości stacjonowała placówka Straży Granicznej I linii „Czorsztyn”. W 1932 r. Wanda Kossecka założyła w Czorsztynie pracownię, w której uczyła lokalne tkaczki tkania kilimów i gobelinów. Był to pierwszy warsztat, w którym tkano kilimy na Podhalu. Po wojnie pracownia została włączona do Cepelii, tworząc prace na eksport.
1 września 1939 r. Czorsztyna przed wkraczającymi wojskami słowackimi bronił pluton z batalionu KOP „Żytyń”, który wobec przewagi wroga musiał tego samego dnia wycofać się.
W latach 1954–1972 wieś należała i była siedzibą władz gromady Czorsztyn. W 1973 r. reaktywowano gminę Czorsztyn. W latach 1975–1998 miejscowość położona była w województwie nowosądeckim. W tym okresie został rozpoczęty i ostatecznie zrealizowany plan budowy zbiornika retencyjnego znanego obecnie jako Jezioro Czorsztyńskie (Zbiornik Czorsztyński). Powstanie owego zbiornika zamknęło historię starego Czorsztyna mieszczącego się u podnóża Zamku Czorsztyńskiego oraz rozpoczęło historię nowego Czorsztyna powstałego z rozbudowy Czorsztyna Nadzamcze.
W latach 80. XX w. dzięki inicjatywie proboszcza z Maniów, ks. prałata Antoniego Siudy i zaangażowaniu ludności zbudowano kościół pw. Matki Boskiej Fatimskiej poświęcony w 1992 r. przez arcybiskupa krakowskiego, ks. kardynała Franciszka Macharskiego. Świątynia znajduje się przy ul. Jana Pawła II. Wyposażenie pochodzi z kościoła w Starych Maniowach (pod zalewem).
W miejscowości funkcjonuje rzymskokatolicki rektorat NMP Fatimskiej.

## Zabytki
Obiekt wpisany do rejestru zabytków nieruchomych województwa małopolskiego.

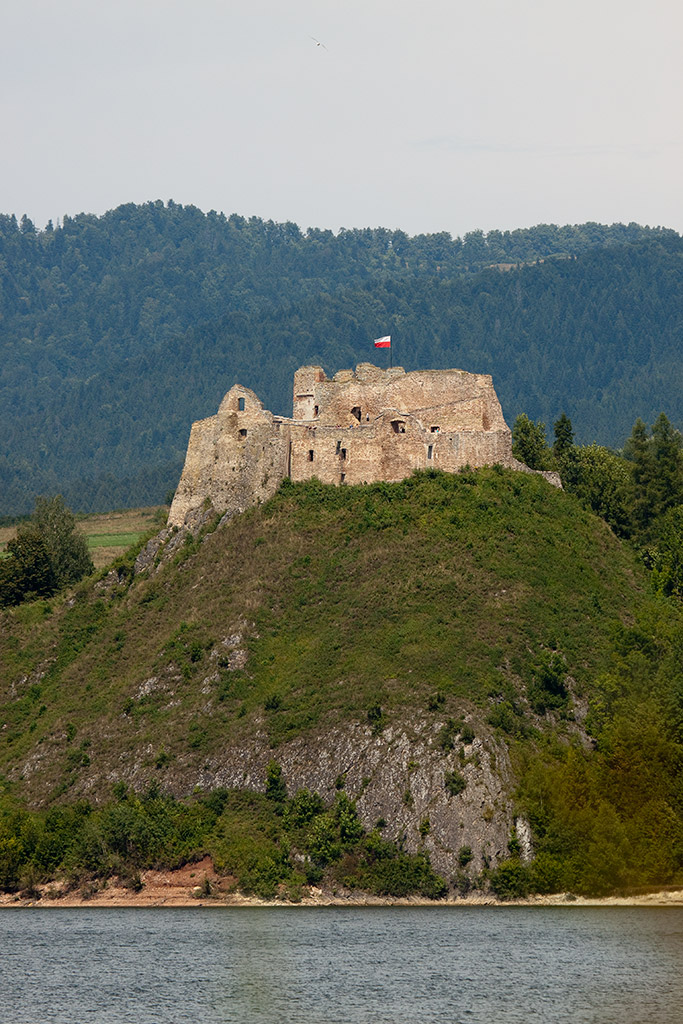
Zamek w Czorsztynie

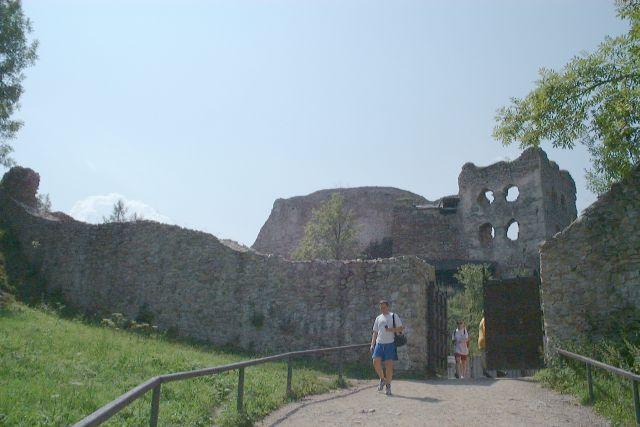
Zamek

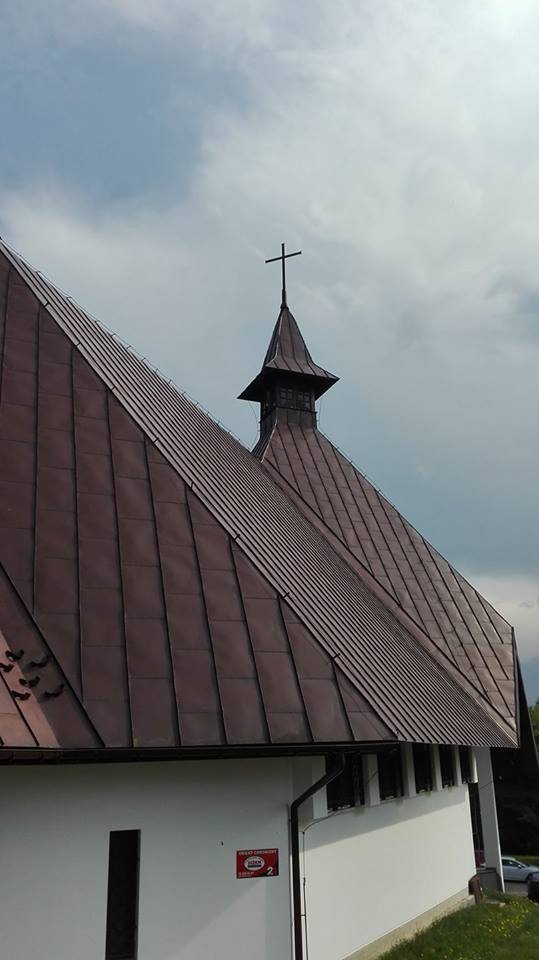
Kościół w Czorsztynie

- Ruiny zamku.
Ruiny gotyckiego zamku z XIV wieku w granicach rezerwatu krajobrazowego.

### Inne zabytki
- Kapliczka z upadkiem Chrystusa pod krzyżem w Czorsztynie.
- Osada Czorsztyn. Kompleks skansenowo-turystyczny urządzony pod koniec lat 90. XX wieku na półwyspie Stylchyn, w pobliżu osady Podbrzezie, na północnym brzegu Jeziora Czorsztyńskiego.

## Folklor
Okolica podhalańska posiada wyraźnie wyodrębnioną autentyczną i żywą kulturę lokalną, na którą składa się folklor góralski; m.in. gwara podhalańska, będąca dobrze rozpoznawalna w Polsce. Charakterystyka folkloru widoczna jest dodatkowo w kuchni, rękodziele ludowym, a także muzyce, tańcu i oryginalnym stroju podhalańskim.